# Astragalus ceramicus
Astragalus ceramicus es una  especie de planta herbácea perteneciente a la familia de las leguminosas. Se encuentra en Estados Unidos.

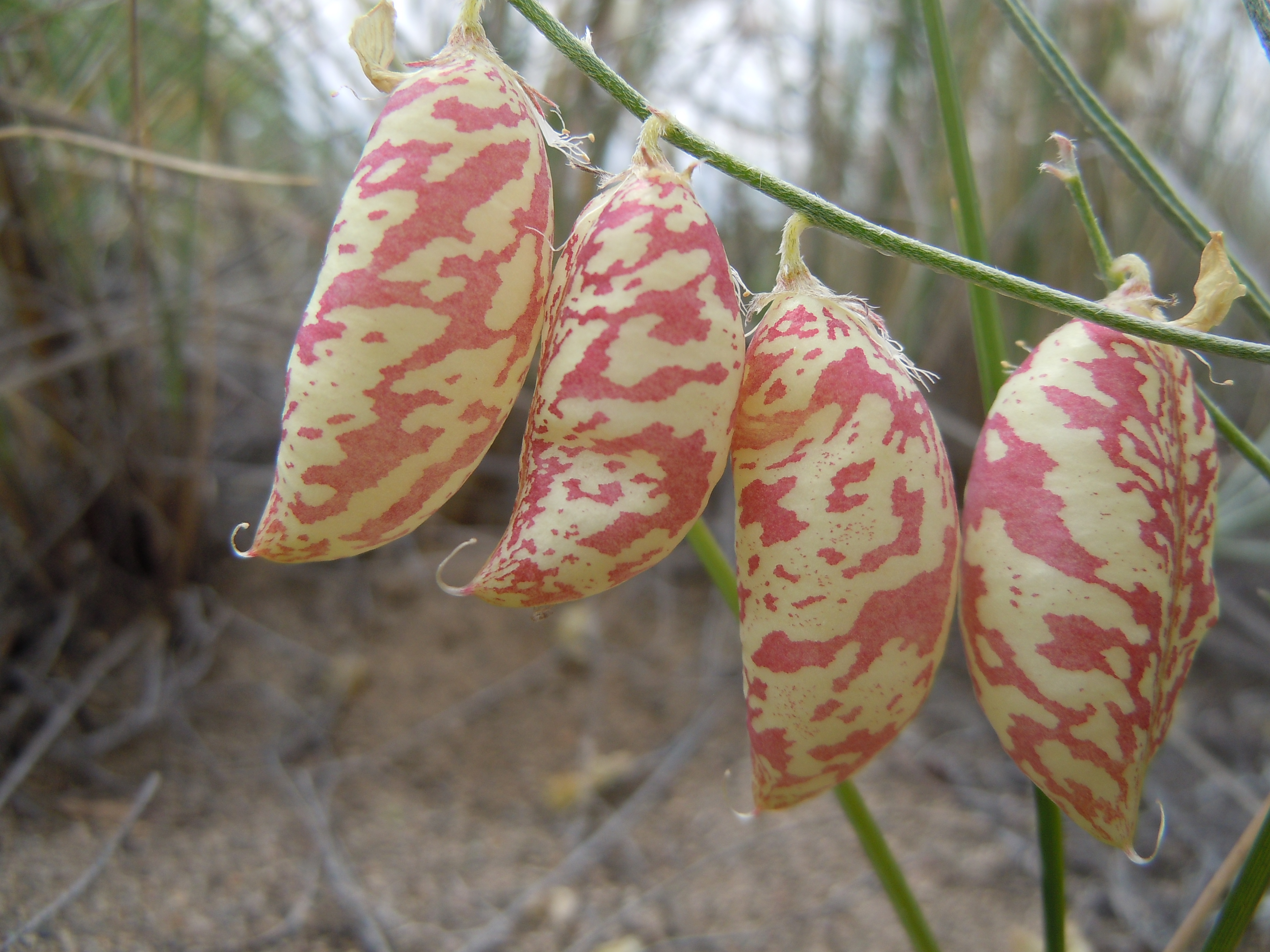
Frutos

## Distribución
Es una planta herbácea perennifolia que se encuentra en Arizona, Colorado, Idaho, Kansas, Montana, Nebraska, Nuevo México, Dakota del Norte, Oklahoma, Dakota del Sur, Utah y Wyoming.

## Taxonomía
Astragalus ceramicus fue descrita por  Edmund Perry Sheldon y publicado en Minnesota Botanical Studies 1(1): 19, en el año 1894.
Etimología
Astragalus: nombre genérico derivado del griego clásico άστράγαλος y luego del Latín astrăgălus aplicado ya en la antigüedad, entre otras cosas, a algunas plantas de la familia Fabaceae, debido a la forma cúbica de sus semillas parecidas a un hueso del pie.
ceramicus: epíteto del latín  que significa  "de cerámica".
Variedades aceptadas
- Astragalus ceramicus var. filifolius (A.Gray) F.J.Herm.

Sinonimia
- Astragalus angustus var. ceramicus (E.Sheld.) M.E.Jones
- Astragalus angustus var. pictus (A.Gray) M.E.Jones
- Astragalus ceramicus var. jonesii E.Sheld.
- Astragalus pictus (A.Gray) A.Gray
- Astragalus pictus var. angustus M.E.Jones
- Astragalus pictus var. magnus M.E.Jones
- Phaca picta A.Gray
- Tragacantha picta (A. Gray) Kuntze[5]